# Mutasszim Kadhafi
Mutasszim Kadhafi (arabul: مُعْتَصِمٌ بِٱللهِ ٱلْقَذَّافِيّ, Tripoli, 1974. december 18. – Szurt vagy Miszráta, 2011. október 20.) Moammer Kadhafi líbiai diktátor negyedik fia, aki apja uralma alatt a líbiai hadsereg tisztje és nemzetbiztonsági tanácsadó volt. Az első líbiai polgárháború idején aktívan részt vett a lázadók elleni harcban, de a szurti csata végén apjával együtt a lázadók fogságába esett, akik mindkettejüket kivégezték.

## Élete
Mutasszim Kadhafi Moammer Kadhafi és Szafia Farkas al-Haddad negyedik fiaként született Tripoliban.
Mutasszim több évig Egyiptomban élt, majd 2008-ban hazatért Líbiába, ahol apja nemzetbiztonsági tanácsadóvá nevezte ki. Mutasszim hazatérését a nyugati sajtó úgy értékelte, hogy Kadhafi őt szánja örökösének, ezzel párhuzamosan azonban versengés kezdődött Kadhafi második fia, Szajf al-Iszlám és Mutasszim között, melynek fontos állomása volt az, hogy Szajf al-Iszlám egy, Mutasszimot lejárató cikket publikáltatott egy napilapban, mely Mutasszim állítólagos szerepét fejtegette Ibn Al-Sejk al-Líbi iszlamista vezér halálában.
2009-ben Mutasszim találkozott az Amerikai Egyesült Államok külügyminiszterével, Hillary Clintonnal, akivel gazdasági jellegű tanácskozást folytattak. Még ugyanabban az évben találkozott John McCain és Joseph Lieberman amerikai szenátorokkal, akikkel egy esetleges amerikai–líbiai fegyverüzletről tárgyalt.
A líbiai polgárháború kitörése után Mutasszimot a Kadhafi-rezsim több magas rangú tagjával együtt az ENSZ-szankciókkal sújtotta, zárolták bankszámláit és utazási tilalmat léptettek életbe vele szemben. A háború során Szajf al-Iszlámmal szemben mindinkább háttérbe szorult, elvesztette befolyását. A harcok alatt egységével a keleti frontvonalon, Brega környékén tevékenykedett, majd Tripoli eleste után Szurt város védelmét irányította. Mikor a város több mint egy hónapos ostrom után október 20-án elesett, Mutasszim a lázadók fogságába esett. Habár a fogságba ejtése utáni videófelvételeken még életben volt, pár óra múlva már holttestéről készültek felvételek, Miszrátában. Halálának körülményei máig ismeretlenek.
2011. október 25-én Mutasszimot apjával együtt ismeretlen helyre temették el a Líbiai-sivatagban. A temetésen részt vevő néhány embernek a Koránra kellett felesküdnie, hogy soha nem árulja el sírjuk hollétét.